# Echinocereus websterianus
Echinocereus websterianus (alicoche de San Pedro) es una especie endémica de alicoche de la familia Cactaceae que se distribuye en Sonora en México. La palabra websterianus es un epónimo en honor a Gertrude D. Webster (1872 – 1947), presidente de honor del Jardín Botánico del Desierto en Arizona.

## Descripción
Crece ramificando libremente en agrupaciones de hasta 60 cm de diámetro con hasta 50 tallos. Los tallos son cilíndricos de 40 a 60 cm de alto y de 8 cm de ancho. Tiene de 18 a 24 costillas. Las espinas son de color amarillo, volviéndose pardas con la edad y miden 1 cm de longitud. Posee de 6 a 8 espinas centrales, erectas, y de 14 a 18 espinas radiales, desplegadas. La flor crecer cerca del ápice de los tallos, es funeliforme, de color rosado, de 6 cm de largo y 4 cm de ancho.

## Distribución y hábitat
Su distribución está restringida a la Isla San Pedro Nolasco en el Golfo de California en Sonora. Crece sobre pendientes rocosas, junto a otras especies como Agave chrysoglossa, Mammillaria multidigitata y Opuntia bravoana, en elevaciones de hasta 350 m s. n. m.

## Estado de conservación
La especie tiene un área de distribución bastante restringida, no mayor a 3.5 km², sin embargo, no se conocen amenazas ni actividades económicas que pongan en riesgo su estado de conservación. No obstante, algunas especies invasoras de pastos como Cenchrus ciliaris podrían representar una amenaza en el futuro. La isla donde habita es un área federal protegida por el gobierno mexicano y es una reserva del hombre y la biósfera por la Unesco.